# Renascença (Santa Maria)
Renascença és un barri de la ciutat brasilera de Santa Maria, Rio Grande do Sul. El barri està situat al districte de Sede.

## Villas
El barri amb les següents villas: Condomínio Residencial Arco Verde, Renascença, Vila Renascença.

## Galeria de fotos
| São João Pinheiro Machado Boi Morto | São João / Juscelino Kubitschek | Patronato          |
| Boi Morto                           |                                 | Patronato Urlândia |
| Boi Morto São Valentim              | São Valentim                    | São Valentim       |